# Mataj
Il Mataj (in russo Матай?) è un fiume dell'Estremo oriente russo, tributario di sinistra del Chor. Scorre nel Rajon imeni Lazo del Territorio di Chabarovsk. Appartiene al bacino dell'Ussuri.
Il fiume nasce sulle pendici di una collina senza nome, che è lo sperone settentrionale del monte Madagou (890 m), alle propagini occidentali dei Sichotė-Alin'. Scorre in direzione settentrionale e sfocia nel Chor a 103 km dalla foce, di fronte al villaggio di Bičevaja. La lunghezza del fiume è di 142 km. Il bacino idrografico è di 2 830 km². Il disgelo del fiume avviene a metà aprile. In estate sono frequenti le alluvioni, causate da piogge intense e prolungate.